# Døde i 1993
Døde i 1993   er en liste over notable personer, der er afgået ved døden i 1993  . 

## Januar
| - Audrey Hepburn |

- 2. januar – Nils Ufer, dansk journalist og redaktør (født 1939).
- 5. januar – Gunnar "Nu" Hansen, dansk radio- og tv-journalist (født 1905).
- 5. januar – Juan Benet, spansk forfatter (født 1927).
- 6. januar – Børge Jansberg, dansk billedhugger og maler (født 1913).
- 6. januar – Folmer Bendtsen, dansk maler (født 1907).
- 6. januar – Dizzy Gillespie, amerikansk jazztrompetist (født 1917).
- 6. januar – Richard Mortensen, dansk maler (født 1910).
- 6. januar – Rudolf Nurejev, russisk-født balletdanser (født 1938).
- 7. januar – Tage la Cour, dansk forfatter og hotelleder (født 1915).
- 9. januar – Viveca Serlachius, svensk skuespiller (født 1923).
- 20. januar – Audrey Hepburn, belgisk-britisk skuespillerinde (født 1929).
- 24. januar – Henry Abel Smith, 17. guvernør i Queensland (født 1900).
- 26. januar – Robert Jacobsen dansk skulptør og billedkunstner (født 1912).
- 27. januar – Erik Mørk, dansk skuespiller (født 1925).
- 28. januar - André the Giant, fransk professionel bryder og skuespiller (født 1946).

## Februar
| - Pouel Kern |

- 2. februar – Jørgen Læssøe, dansk assyriolog (født 1924).
- 4. februar – Jens Peter Jensen, dansk chefredaktør og politiker (født 1922).
- 5. februar – Joseph L. Mankiewicz, amerikansk manuskriptforfatter og producer (født 1909).
- 5. februar – Hans Jonas, tysk filosof (født 1903).
- 6. februar – Arthur Ashe, amerikansk tennisspiller (født 1943).
- 9. februar – Henrik Bjelke, dansk forfatter (født 1937).
- 17. februar – Pouel Kern, dansk skuespiller (født 1908).
- 20. februar – Ferruccio Lamborghini, italiensk bilfabrikant (født 1916).
- 21. februar – Inge Lehmann, dansk seismolog (født 1888).
- 24. februar – Bobby Moore, engelsk fodboldspiller (født 1941).
- 24. februar – Kay Abrahamsen, dansk operettesanger, tenor og teaterdirektør (født 1898).
- 25. februar – Aase Hansen, dansk skuespillerinde (født 1935).
- 25. februar – Eddie Constantine, amerikansk skuespiller og sanger (født 1917).
- 27. februar – Lillian Gish, amerikansk skuespillerinde (født 1893).

## Marts
|  |

- 3. marts – Kr. Hammer Sørensen, dansk kreditforeningsdirektør og gårdejer (født 1904).
- 4. marts – Svend Atke, Dansk lærer, rektor og professor (født 1910).
- 4. marts – Ebba With, dansk skuespillerinde (født 1908).
- 7. marts – Flemming John Olsen, dansk filmproducent (født 1923).
- 9. marts – Cyril Northcote Parkinson, engelsk historiker (født 1909).
- 9. marts – Jan Larsen, dansk fodboldspiller (født 1945).
- 17. marts – Helen Hayes, amerikansk skuespillerinde (født 1900).
- 19. marts – Henrik Sandberg, dansk filmproducent (født 1919).
- 31. marts – Brandon Lee, amerikansk skuespiller (Født 1965).

## April
| - Turgut Özal |

- 1. april – Juan af Barcelona, spansk kronprins (født 1913).
- 7. april – Tonny Ahm, dansk badmintonspiller (født 1914).
- 8. april – Marian Anderson, afroamerikansk kontraalt (født 1897).
- 17. april – Turgut Özal, Tyrkiets præsident 1989-1993 (født 1927).
- 18. april – Masahiko Kimura, japansk judokæmper (født 1917).
- 24. april – Oliver Tambo, sydafrikansk frihedskæmper (født 1917).
- 30. april – Mario Evaristo, argentinsk fodboldspiller

## Maj
|  |

- 1. maj – Pierre Bérégovoy, fransk politiker (født 1925).
- 4. maj – Lotte Rud, dansk håndarbejdslærer og højskoleforstander (født 1906).
- 9. maj – Maggie Hemingway, britisk forfatter (født 1946).
- 14. maj – William Randolpf Hearst Jr., amerikansk avisudgiver (født 1908).
- 14. maj – Hugo Wiener, østrigsk komponist og pianist (født 1904).
- 21. maj – Max Victor, dansk maler, grafiker og billedhugger (født 1919).
- 30. maj – Henry Heerup, dansk billedkunstner (født 1907).

## Juni
| - Pat Nixon |

- 9. juni – Arthur Alexander, amerikansk sangskriver (født 1940).
- 15. juni – James Hunt, britisk racerkører (født 1947).
- 16. juni – Jørgen Weel, dansk skuespiller (født 1922).
- 19. juni – William Golding, engelsk forfatter og nobelprismodtager (født 1911).
- 22. juni – Pat Nixon, amerikansk præsidentfrue (født 1912).
- 30. juni – George "Spanky" McFarland, amerikansk skuespiller (født 1928).

## Juli
| - Baudouin I |

- 8. juli – Henry Hazlitt, liberal filosof, økonom og journalist
- 11. juli – Pietro Fosson, italiensk politiker (født 1912).
- 12. juli – John Larsen, dansk skuespiller (født 1935).
- 15. juli – Clarence Melvin Zener, amerikansk fysiker (født 1905).
- 18. juli – Jean Negulesco, rumænskfødt amerikansk filminstruktør og manuskriptforfatter. (født 1900).
- 29. juli – Jørgen Winckler, dansk sanger (født 1920).
- 31. juli – Baudouin I, konge af Belgien 1951 – 1993 (født 1930).

## August
|  |

- 4. august – Kenny Drew, amerikansk/dansk jazzmusiker (født 1928).
- 5. august – Karin Nellemose, dansk skuespillerinde (født 1905).
- 7. august – Jørgen Clevin, dansk tegner (født 1920).
- 16. august – Stewart Granger, anglo-amerikansk skuespiller (født 1913).
- 19. august – Jørgen-Bent Kistorp, dansk modstandsmand og forfatter (født 1925).
- 23. august – Charles Scorsese, amerikansk skuespiller (født 1913).
- 23. august – Povl Norholt, dansk tegner (født 1908).
- 24. august – Villum Kann Rasmussen, dansk bygningsingeniør og grundlægger (født 1909).
- 26. august – Alf Lassen, dansk skuespiller (født 1929).

## September
| - Raymond Burr |

- 6. september – Bjarne Liller, dansk sanger (født 1935).
- 12. september – Raymond Burr, amerikansk skuespiller (født 1917).
- 19. september – Grete Hemmeshøj Frederiksen, dansk radiomedarbejder (født 1913).
- 27. september – James Doolittle, amerikansk general under 2. verdenskrig (født 1896).

## Oktober
| - Vincent Price - River Phoenix |

- 10. oktober – Gurli Plesner, kgl. dansk operasanger (født 1934).
- 12. oktober – Henny Harald Hansen, dansk forfatter (født 1900).
- 13. oktober – Aage Dons, dansk forfatter (født 1903).
- 15. oktober – Dan Turèll, dansk forfatter (født 1946).
- 19. oktober – Mikal Rode, dansk redaktør, oversætter, forfatter og humorist (født 1908).
- 20. oktober – Pauli Jørgensen, dansk fodboldspiller (født 1905).
- 21. oktober – Ove Hove, dansk arkitekt, politiker og minister (født 1914).
- 25. oktober – Vincent Price, amerikansk skuespiller (født 1911).
- 27. oktober – Betty Söderberg, dansk skuespillerinde (født 1910).
- 31. oktober – River Phoenix, amerikansk skuespiller (født 1970).
- 31. oktober – Federico Fellini, italiensk filminstruktør (født 1920).

## November
|  |

- 9. november – Niels E. Nielsen, dansk sci-fi-forfatter (født 1924).
- 16. november – Aage Hastrup, dansk politiker og minister (født 1919).
- 21. november – Bill Bixby, amerikansk tv-skuespiller (født 1934).
- 22. november – Anthony Burgess, britisk forfatter (født 1917).
- 27. november – Knud Østergaard, tidligere dansk forsvars- og trafikminister (født 1922).

## December
| - Pablo Escobar - Frank Zappa |

- 2. december – Pablo Escobar, colombiansk narkobaron og narkotikaterrorist (født 1949).
- 4. december – Frank Zappa, amerikansk rockmusiker (født 1940).
- 6. december – Don Ameche, amerikansk skuespiller (født 1908).
- 14. december – Myrna Loy, amerikansk skuespiller (født 1905).
- 18. december – Buster Larsen, dansk skuespiller (født 1920).
- 23. december – Eli Benneweis, dansk cirkusdirektør (født 1911).